# Charlie Peprah
Pour les articles homonymes, voir Peprah.
(en) Statistiques sur pro-football-reference
Charles Yaw Peprah dit Charlie Peprah (né le 24 février 1983 à Fort Worth) est un joueur américain de football américain évoluant au poste de safety. Il joue actuellement avec les Packers de Green Bay.

## Famille
Charles est le petit-fils de l'ancien président du Ghana, le général Ignatius Acheampong qui fut exécuté en 1979 après la révolution. Sa fille Elizabeth se marie avec Josh Peprah, membre de l'armée d'Acheampong, et immigre en Europe et ensuite aux États-Unis. Il naît à Fort Worth, dans le Texas, et à deux frères Richard et Josh. Alors qu'il était au collège (Middle School), ses parents divorcent et son père retourne au Ghana. Charlie fait ensuite ses études à la Plano East High School.

## Carrière

### Universitaire
Lors de sa carrière universitaire, Peprah effectue neuf interceptions, cinq fumbles récupérés et quatre provocations de fumbles. Il joue à différents postes avec Crimson, jouant cornerback et safety. Lors du Music City Bowl 2004, il fait onze tacles mais Alabama perd contre l'université du Minnesota. Au Cotton Bowl 2006, il fait trois tacles et remporte avec son équipe le match.

### Professionnelle
Charlie Peprah est sélectionné lors du cinquième tour du draft de la NFL de 2006, au 158e choix par les Giants de New York. Il joue les quatre matchs de la pré-saison avec la franchise new-yorkaise mais ne convainc pas et est libéré par les Giants. Le 3 septembre 2006, les Packers de Green Bay recrutent Peprah.
En 2006, il joue huit matchs. Le 10 décembre 2006, il stoppe à lui tout seul Brandon Williams, l'empêchant d'effectuer un punt return. En 2007, il joue l'ensemble des matchs de la saison régulière et les deux matchs de play-offs. Le 16 septembre 2007, contre son ancienne équipe des Giants, il fait perdre le ballon à Ahmad Bradshaw lors de son kick return, permettant à Bernard Berrian de récupérer le ballon et marquer un touchdown et de remporter le match 35-13.
En 2008, il joue treize matchs et effectue dix-neuf tacles; à la fin de la saison, il est libéré par la franchise du Wisconsin et signe avec les Falcons d'Atlanta comme agent libre. Il joue deux matchs lors de la saison 2009 avec les Falcons dans l'escouade spécial. Peprah, au vu de cette saison, retourne chez les Packers et signe un nouveau contrat le 26 avril 2010. Après avoir évolué avec l'escouade spéciale durant les deux premiers matchs de la saison, avant d'être blessé durant deux semaines. Le 4 mars 2011, il signe une prolongation de contrat de deux ans de 2,5 millions de dollars avec les Packers. Durant cette saison, pour la première fois de sa carrière, il retourne une interception en touchdown face aux Chargers de San Diego. Cependant, il est libéré de Green Bay le 25 juillet 2012 à cause d'une mauvaise condition physique. 
Le 24 octobre 2012, il arrive chez les Cowboys de Dallas où il joue cinq matchs dont un comme remplaçant avant d'être libéré dès la fin de la saison.